# 乃木坂46のガクたび!
『乃木坂46のガクたび!』（のぎざかフォーティーシックスのがくたび）は、2017年2月26日から不定期でNHK BSプレミアムで放送されていた乃木坂46の冠番組である。

## 概要
この番組は乃木坂46のメンバーが、全国各地の学校（高校、専門学校等）に転校生として一日入学し、生徒たちと同じ目線で学校生活を過ごしながら、現役ティーンのリアルを体感する番組である。メンバーたちは学校指定の制服に着替え、それぞれのクラスに加わって学校独自のユニークな授業を体験したり、一緒にお弁当を食べたり、部活に参加したりと学校生活を体験し、一日を通して次第に親しくなっていくメンバーと学生たちの触れ合いが見どころとなっている。

## 出演者
- 乃木坂46

ナレーター
- 野島裕史（第1回）[要出典]
- 鈴木達央（第2回 - ）[要出典]

## 放送日程
| 回 | 放送日         | 訪問地                      | 訪問校                                                | テーマ                                                | メンバー | エンディング曲                              |
| -- | -------------- | --------------------------- | ----------------------------------------------------- | ----------------------------------------------------- | --- | ------------------------------------------- |
| 1  | 2017年 2月26日 | 大分県 中津市               | 大分県立中津南高等学校 大分県立中津南高等学校耶馬渓校 |                                                       | 秋元真夏、衛藤美彩、北野日奈子、齋藤飛鳥                                                                                               | おいでシャンプー （同校吹奏楽部とのコラボ） |
| 2  | 6月18日        | 福島県 福島市               | 福島県立福島明成高等学校                              |                                                       | 桜井玲香、高山一実、星野みなみ、松村沙友理                                                                                             | 制服を脱いでサヨナラを…                     |
| 3  | 10月8日        | 香川県 仲多度郡琴平町       | 香川県立琴平高等学校                                  | 異種武道対決 「なぎなた部vs剣道部」                   | 井上小百合、大園桃子、川後陽菜、斉藤優里、西野七瀬、堀未央奈                                                                           | 夏のFree&Easy                               |
| 4  | 2018年 1月21日 | 千葉県 富里市               | 東京動物専門学校                                      | アシカショーに挑戦                                    | 生田絵梨花、新内眞衣、高山一実、山下美月、与田祐希、渡辺みり愛                                                                         | きっかけ                                    |
| 5  | 3月4日         | 埼玉県 本庄市               | 本庄東高等学校 本庄第一高等学校                       | 書道パフォーマンス対決                                | 梅澤美波、鈴木絢音、若月佑美（本庄東高等学校） 秋元真夏、齋藤飛鳥、斎藤ちはる（本庄第一高等学校） 井上小百合、佐々木琴子（MC、審査員） | 泣いたっていいじゃないか?                   |
| 6  | 7月28日        | 埼玉県 坂戸市               | 山村国際高等学校                                      | 目指せダンス部日本一                                  | 伊藤純奈、井上小百合、梅澤美波、衛藤美彩、 阪口珠美、中田花奈、渡辺みり愛、和田まあや                                                  | 僕がいる場所                                |
| 7  | 10月20日       | 愛知県 蒲郡市               | 愛知県立三谷水産高等学校                              | 目指せ!フラガールズ甲子園                             | 新内眞衣、高山一実、中田花奈、樋口日奈                                                                                                 | ひと夏の長さより…                           |
| 8  | 2019年 5月5日  | 山梨県 甲斐市               | 日本航空高等学校                                      | 4期が初ロケ!日本一の太鼓隊に入隊!CAにも挑戦!          | 堀未央奈、渡辺みり愛、賀喜遥香、掛橋沙耶香、田村真佑、早川聖来                                                                         | いつかできるから今日できる                  |
| 9  | 5月12日        | 福岡県 北九州市             | 福岡県立戸畑高等学校                                  | 閉校する小学校への贈り物&女子応援団を廃部から救え     | 向井葉月、北野日奈子 | ハルジオンが咲く頃                          |
| 9  | 5月12日        | 栃木県 鹿沼市               | 鹿沼市立久我小学校                                    | 閉校する小学校への贈り物&女子応援団を廃部から救え     | 遠藤さくら、清宮レイ、矢久保美緒 | 帰り道は遠回りしたくなる                    |
| 10 | 5月19日        | 東京都 渋谷区               | 文化服装学院専門学校                                  | 服飾専門学校でデザイナーとモデルに挑戦! 優勝の行方は? | 伊藤理々杏、梅澤美波、久保史緒里、中村麗乃                                                                                             | Sing Out!                                   |
| 11 | 2020年 1月12日 | 三重県 多気郡多気町         | 三重県立相可高等学校                                  | 高校生レストラン 新内&渡辺vs山崎&寺田 料理対決！      | 新内眞衣、寺田蘭世、山崎怜奈、渡辺みり愛                                                                                               | 羽根の記憶                                  |
| 12 | 1月19日        | 埼玉県本庄市 茨城県水戸市   | 本庄東高等学校 水戸葵陵高等学校                       | 書道パフォーマンス対決2～岩本&阪口VS佐藤&与田         | 岩本蓮加、阪口珠美（本庄東高等学校） 佐藤楓、与田祐希（水戸葵陵高等学校）                                                              | 〜Do my best〜じゃ意味はない                |
| 13 | 11月29日       | 山梨県 南都留郡富士河口湖町 | 総合学園ヒューマンアカデミー富士河口湖校              | スポーツフィッシングに挑戦!与田&吉田                  | 吉田綾乃クリスティー、与田祐希 | いつかできるから今日できる                  |
| 13 | 12月6日        | 山梨県 南都留郡富士河口湖町 | 総合学園ヒューマンアカデミー富士河口湖校              | スポーツフィッシングに挑戦!与田&吉田                  | 吉田綾乃クリスティー、与田祐希 | しあわせの保護色                            |
| 14 | 12月13日       | -                           | 課外授業                                              | 体験!eスポーツ 岩本&佐藤楓                            | 岩本蓮加、佐藤楓 | ジコチューで行こう!                         |
| 14 | 12月20日       | -                           | 課外授業                                              | 体験!eスポーツ 岩本&佐藤楓                            | 岩本蓮加、佐藤楓 | しあわせの保護色                            |
| 15 | 2021年 3月26日 | 東京都 杉並区               | 東京ゴルフ専門学校                                    | ゴルフ対決!賀喜&柴田                                  | 賀喜遥香、柴田柚菜 | 空扉                                        |
| 15 | 3月28日        | 東京都 杉並区               | 東京ゴルフ専門学校                                    | ゴルフ対決!賀喜&柴田                                  | 賀喜遥香、柴田柚菜 | 空扉                                        |

## 放送時間
| 放送期間                       | 放送日時                   | 放送局           | 備考                                                                    |
| ------------------------------ | -------------------------- | ---------------- | ----------------------------------------------------------------------- |
| 2017年2月26日 - 2018年3月4日   | 日曜日 23:00 - 24:00       | NHK BSプレミアム |                                                                         |
| 2018年7月28日 - 2018年10月20日 | 土曜日 23:45 - 日曜日 0:45 | NHK BSプレミアム | 「AKB48 SHOW!」編成（日曜日 23:00 - 23:29）のため放送曜日および時間変更 |
| 2019年5月5日 - 2020年1月19日   | 日曜日 22:50 - 23:50       | NHK BSプレミアム |                                                                         |
| 2020年11月29日 -               | 日曜日 22:50 - 23:20       | NHK BSプレミアム | この編成より前後編30分ずつの放送                                        |

## スタッフ
（数字は放送回）
- 構成：鈴木工務店[要出典]
- オープニングCG：山崎大佑（1 - 5）、松田朋子（6）[要出典]
- 撮影：城戸口秀樹（1）、池畑道佐（2）、丹内浩之（3）、菊池将知（4）、和田明（5）、宮崎剛（6）[要出典]
- 音声：大川和之（1）、藤田秀成（2）、平川裕（3）、川名貴之（4）、瀬理晃司（5）、安澤健（6）[要出典]
- 照明：田中杏奈（1）、大沼静（2）、山口宰（5）、平沢秀夫（6）[要出典]
- 編集：城島純一（1、5）、堀洋一（2）、柳沢晋矢（3、4）、岡本皓司（6）[要出典]
- 音響効果：石崎野乃（1 - ）[要出典]
- 取材：安田聡太（1）、高橋洋平（3）[要出典]
- ディレクター：高木剛（1）、高橋洋平、神宮寺良太
- 演出：高木剛（2 - 5）、倉田敬之（6）[要出典]
- プロデューサー：石上滋基（1、2）
- 制作総括：小池明久（1）、石原真（1 - ）、茂山圭司（2）、石上滋基（3 - ）[要出典]
- 制作協力：D:COMPLEX[20]
- 制作：NHKエンタープライズ[要出典]